# Szyszkowscy herbu Ostoja

Herb Ostoja, wersja średniowieczna.

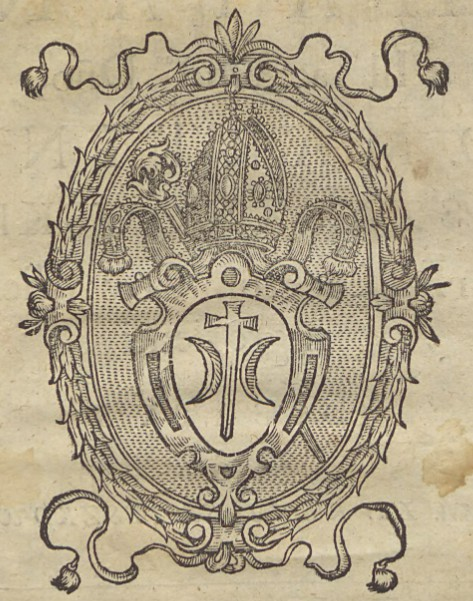
Herb Ostoja bpa Marcina Szyszkowskiego.

Szyszkowscy (Syskowscy, Siskowscy) – polski ród szlachecki pieczętujący się herbem Ostoja, należący do heraldycznego rodu Ostojów (Mościców), wywodzący się z Szyszków (dziś Syski) w dawnym województwie sieradzkim.

## Najstarsze świadectwaźródłowedotyczące rodu
Poniżej wymienione są ważniejsze świadectwa źródłowe dotyczące Szyszkowskich herbu Ostoja oraz Sysków - ich wsi gniazdowej.
- Pierwsza wzmianka dotycząca Sysków pochodzi z roku 1399. Występuje w niej Sandek z Szyszków (de Syszki)[4].
- W roku 1405 wzmiankowany był Albert z Szyszków (de Szyski)[3].
- W latach 1410–1415 występował Dobrosław z Szyszków (de Siszky, de Siski)[3].
- Na początku XVI w. występował Stanisław Szyszkowski, starosta klucza opatowskiego arcybiskupstwa gnieźnieńskiego[5], dziedzic w Lutosławicach i Rożdżałach. W latach 1522–1524 wykupywał części wsi Rożdżały z rąk Koźmińskich[6].
- W roku 1538 poświadczony jako szlachcic herbu Ostoja był Stanisław Szyszkowski (Shiskowski), kanonik poznański, syn Józefa Szyszkowskiego i Katarzyny z Pudłowskich[7].
- W roku 1552 posiadała część dóbr Syski Ewa Siskowska[3].

## Majątki ziemskie należące do rodu
Poniżej wymienione są ważniejsze dobra ziemskie należące do Szyszkowskich herbu Ostoja.
- Szyszki (dziś Syski)[3], Lutosławice, Rożdżały[6], Chmielnik, Majków[8], Skarszewek, Skarszew, Olszowa, Świba, Przytocznica, Borków[9], Rusocice, Oleszno, Świdno, Wola, Lasocin, Chotów, Krasocin, Mieczyn, Spytkowice, Okleśna, Brodła[10], Buszków, Cisia Wola, Giebułtów, Ilkowice, Janowice, Kropidło, Maciejów, Małoszów, Mianocice, Nieszków, Słaboszów, Tochołów, Maciejowice, Godzisz, Kochów, Komory, Oblin, Oronne, Podstolice, Polik, Strych, Uchacze, Brzumin, Piwonin, Siedzów, Szymanowice, Winiary[11], Chrusty (dawniej Chrostowo)[12], Brzezie[13], Russocice, Kamionka, Piorunów (dawniej Piorunowo), Kuny, Tury, Małoszyna (dawniej Małyszyna, Maliszyna), Międzylesie, Skarbki, Polichno (dawniej Polikno), Piersk (dawniej Piersko, Pierskowo), Plewnia (dawniej Plewień), Morawin, Zakrzyn (dawniej Zaksino, Zakszyn), Szadek[14].

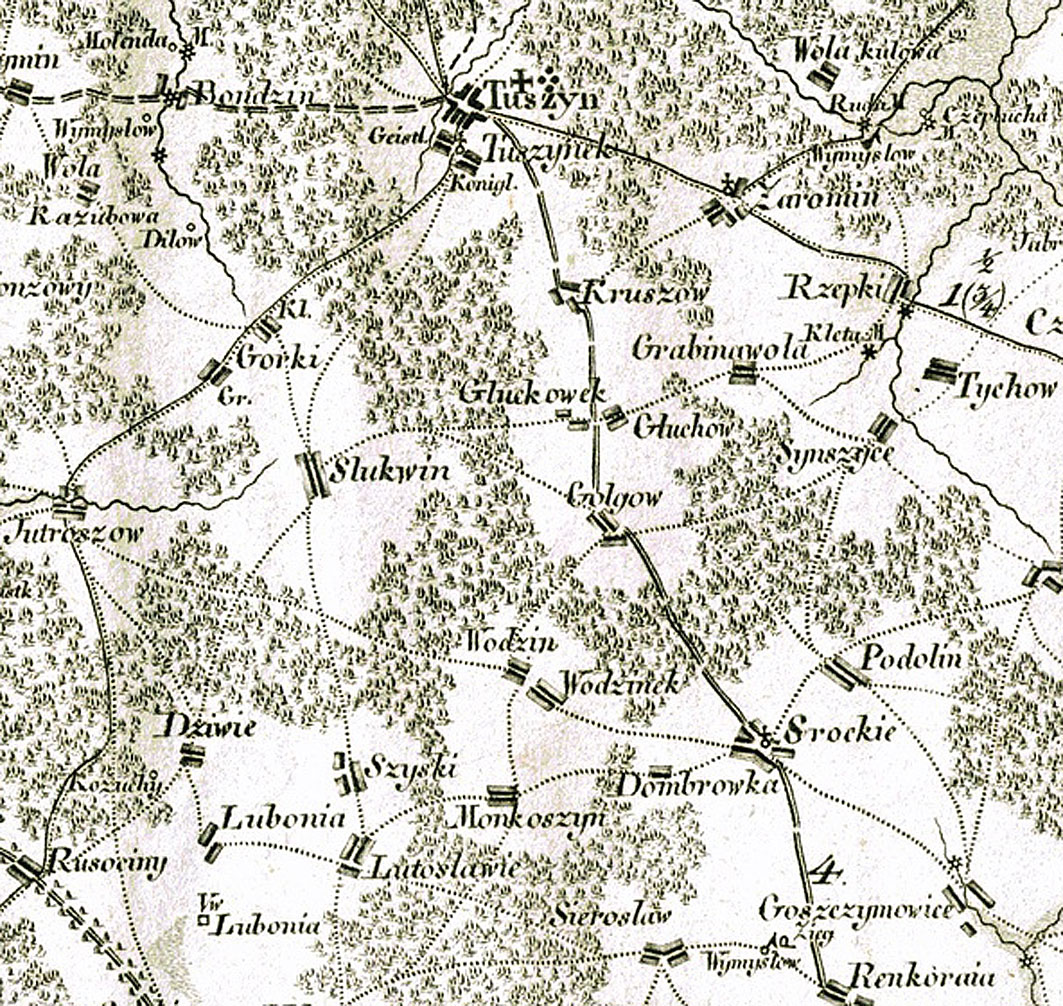
Syski i Lutosławice na mapie D. Gilly (1802–1803)
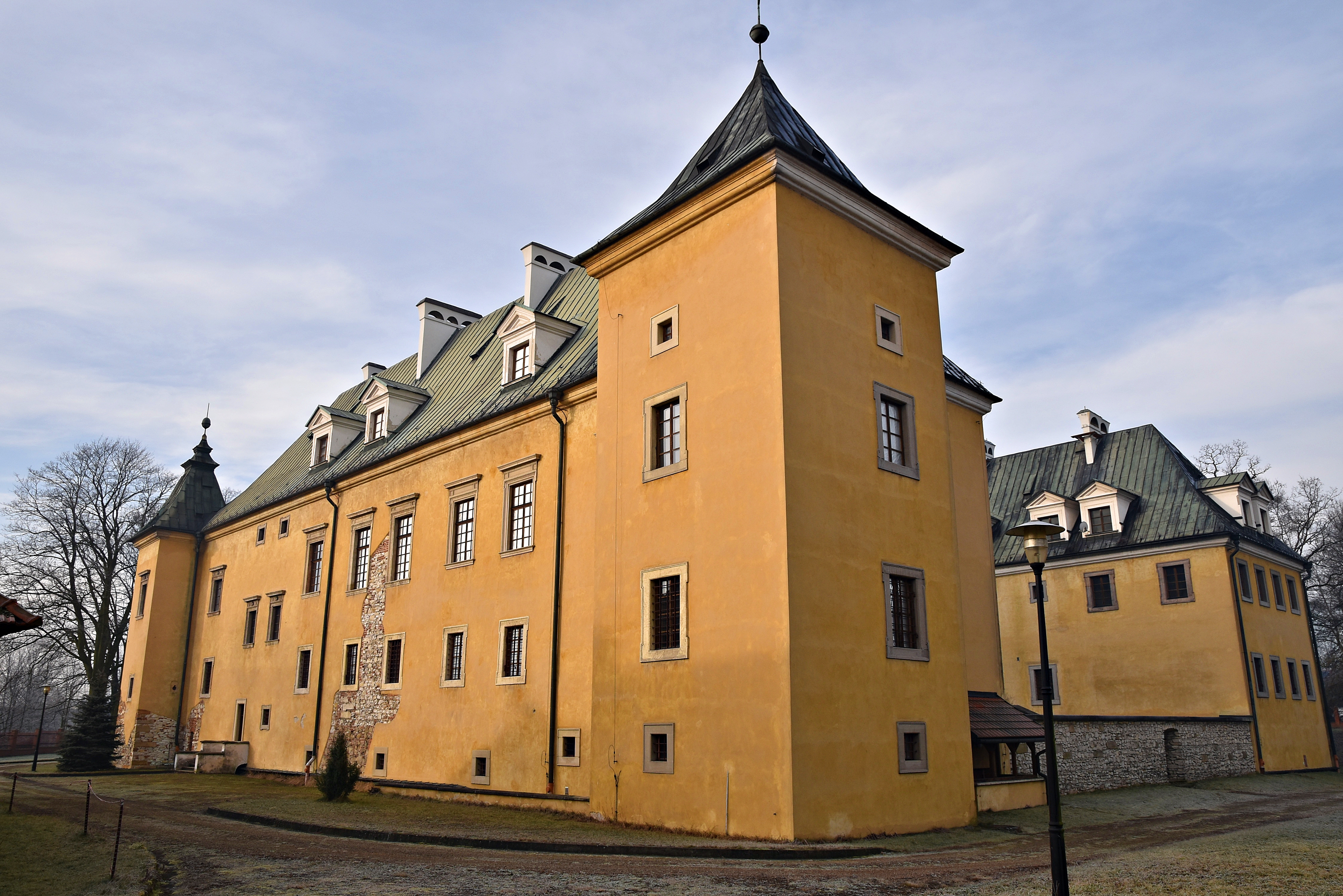
Zamek Szyszkowskich w Spytkowicach
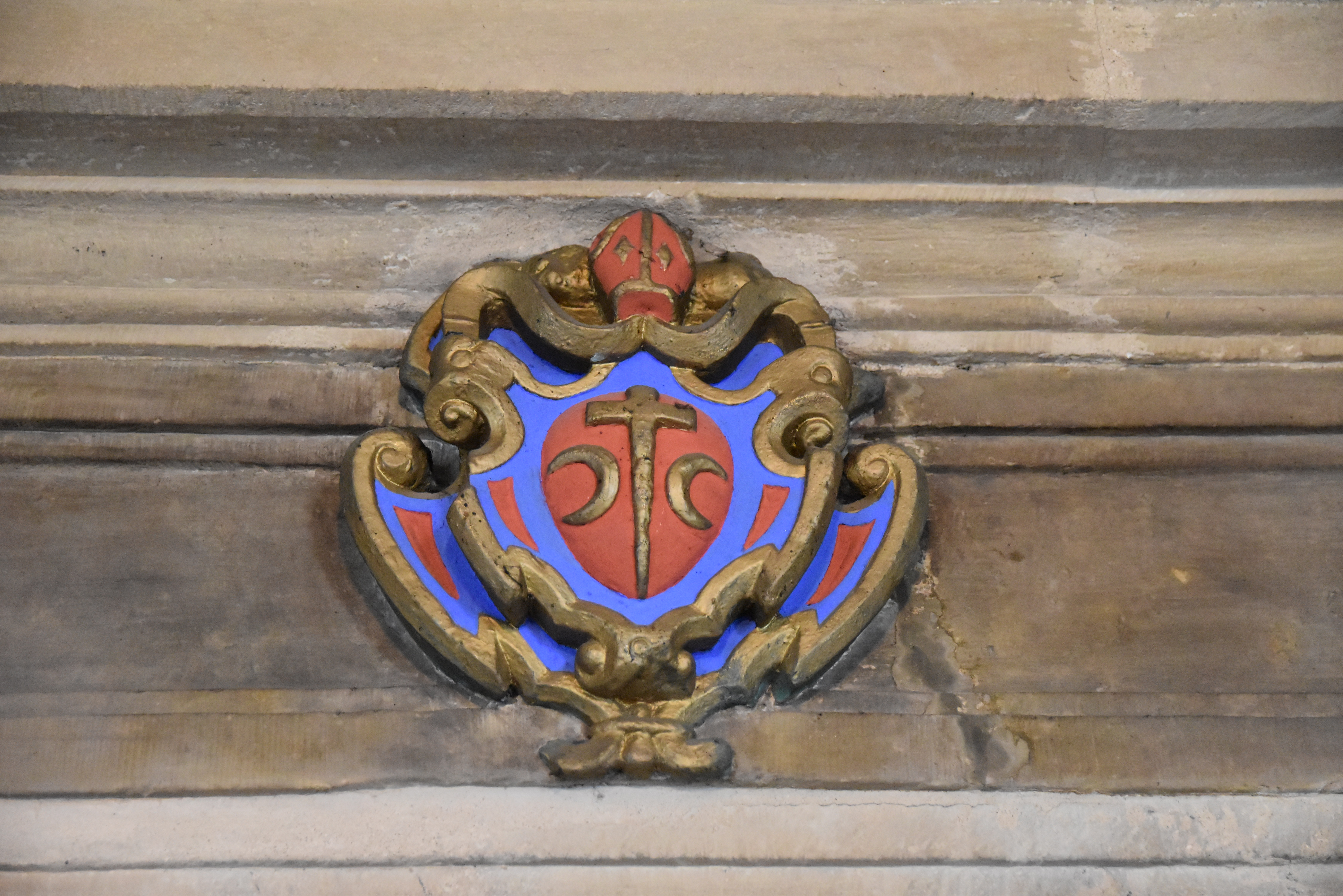
Herb Szyszkowskich w kościele św. Katarzyny w Spytkowicach

## Znani przedstawiciele rodu
- Stanisław Szyszkowski (zm. po 1530) – starosta klucza opatowskiego arcybiskupstwa gnieźnieńskiego, dziedzic w Lutosławicach i Rożdżałach[5].
- Stanisław Szyszkowski (zm. po 1534) – stolnik kaliski, starosta rogoziński[15].
- Stanisław Szyszkowski (zm. 1570) – kanonik gnieźnieński i poznański, prepozyt kapituły kolegiackiej w Sieradzu, proboszcz sieradzki, oficjał i dziekan wieluński.
- Marcin Szyszkowski (1554-1630) – książę siewierski, polski duchowny katolicki, biskup-koadiutor, następnie biskup łucki, płocki i krakowski.
- Jerzy Szyszkowski (zm. po 1633) – chorąży kaliski, kasztelan biechowskiego[16].
- Ewa Marianna Szyszkowska (zm. 1634) – norbertanka w klasztorze na Zwierzyńcu pod Krakowem[17].
- Andrzej Szyszkowski (zm. 1636) – sekretarz królewski, scholastyk krakowski, kanonik płocki, pułtuski, kielecki, zawichojski, krakowski i sandomierski, proboszcz w Iłży i kanclerz królewny Anny Katarzyny Konstancji Wazówny.
- Mikołaj Szyszkowski (1590-1643) – książę biskup warmiński, sekretarz wielki koronny, administrator apostolski diecezji sambijskiej, sekretarz królewski, prepozyt pułtuski, kantor krakowski, kanonik płocki, opat komendatoryjny czerwiński.
- Piotr Szyszkowski (zm. 1645) – marszałek Trybunału Głównego Koronnego, kasztelan wojnicki, kasztelan sądecki, starosta warecki i osiecki, poseł na sejm 1634.
- Mikołaj Szyszkowski (zm. ok. 1650) – podkomorzy wieluński, sędzia ziemski wieluński, sekretarz królewski, poseł na sejmy 1626 i 1632 roku, członek konfederacji generalnej 1632 roku, fundator kościoła św. Jadwigi w Olszowej.
- Anna z Szyszkowskich Lanckorońska (zm. 1650)  - starościna małogoska, córka Piotra i Zofii Zebrzydowskiej. Jej mężem był Stanisław Lanckoroński, starosta małogoski, dziedzic dóbr włodzisławskich[18].
- Jan Szyszkowski (zm. po 1654) – wojski kaliski[19][20].
- Marcin Szyszkowski (zm. ok. 1656) – starosta lelowski, poseł województwa krakowskiego na sejm 1625 roku. Był mężem Eleonory Sapieżanki, córki starosty homelskiego Jerzego Andrzeja Sapiehy.
- Józef Szyszkowski (zm. po 1782) – subdelegat grodzki nowokorczyński[21], dziedzic Brzezia[22].
- Władysław Szyszkowski (ur. 1844) – powstaniec styczniowy[23][24].
- Natalia z Ostoja-Szyszkowskich Steinowa[25] (1886-1964) – działaczka niepodległościowa i feministyczna. Działała w konspiracji - w Służbie Zwycięstwu Polski, potem w Związku Walki Zbrojnej i w Armii Krajowej.
- Witold Stanisław Szyszkowski (1896-1940) – podporucznik rezerwy, członek POW, doktor medycyny, ordynator w szpitalu miejskim w Tomaszowie M Mazowieckim, lekarz naczelny Ubezpieczalni Społecznej, prezes Oddziału PCK oraz Towarzystwa Przeciwgruźliczego, odznaczony Srebrnym Krzyżem Zasługi. Był synem Wiktora i Heleny z Kosińskich. Został zamordowany przez NKWD w Katyniu wiosną 1940 roku.
- Zdzisław Wojciech Szyszkowski pseudonim Ostoja (1921-1985) – podporucznik Armii Krajowej, uczestnik powstania warszawskiego[26].

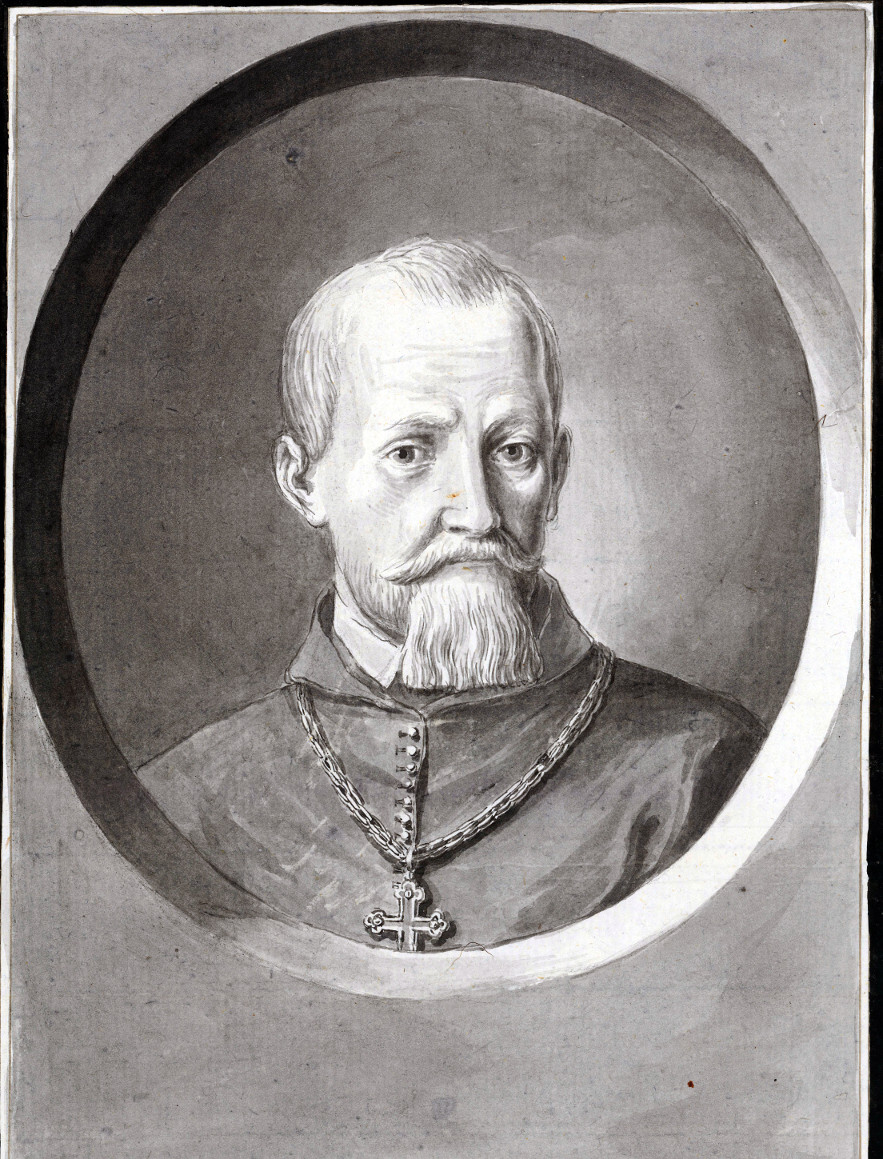
Książę siewierski, bp Marcin Szyszkowski
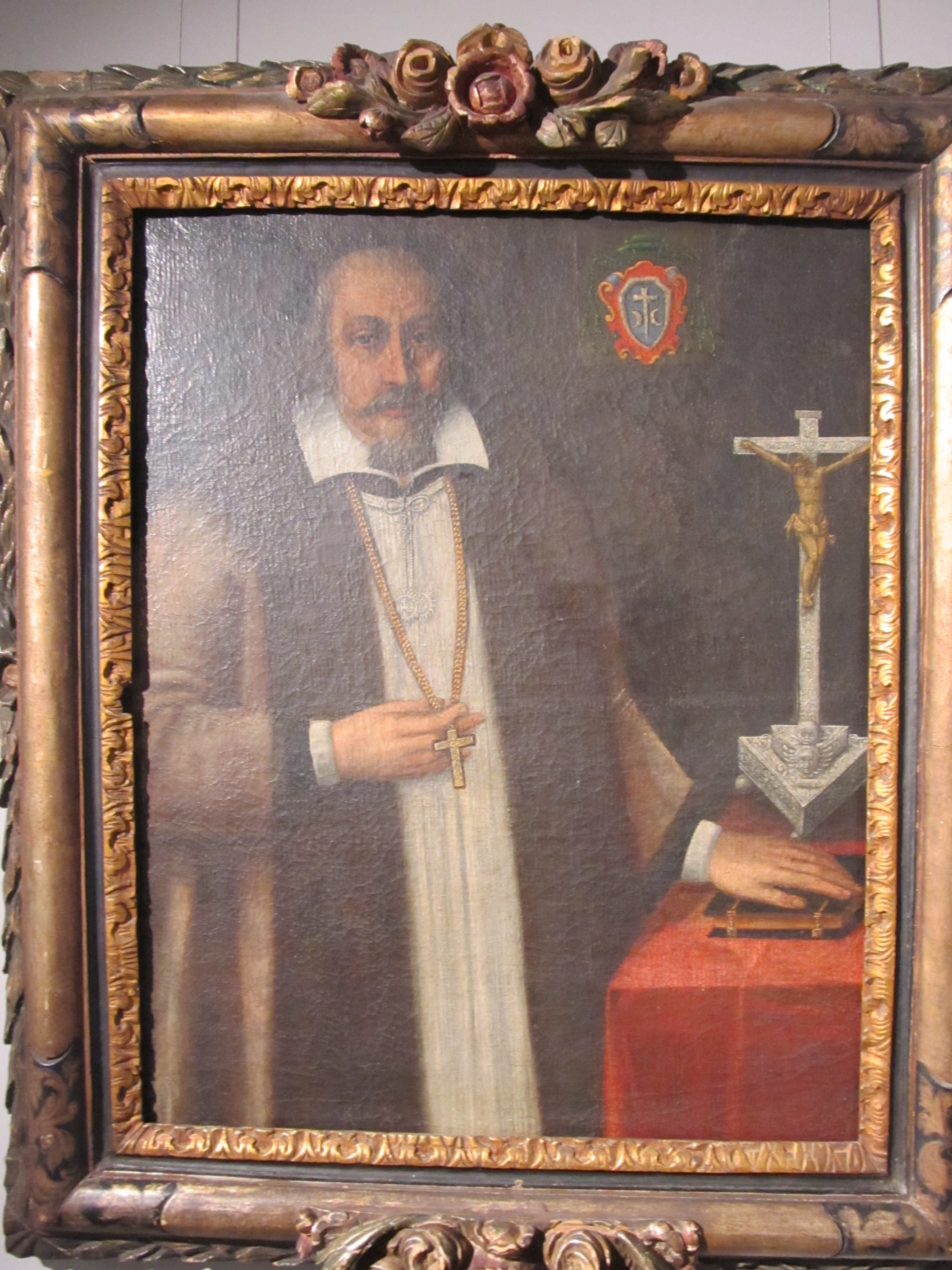
Książę sambijski, bp Mikołaj Szyszkowski
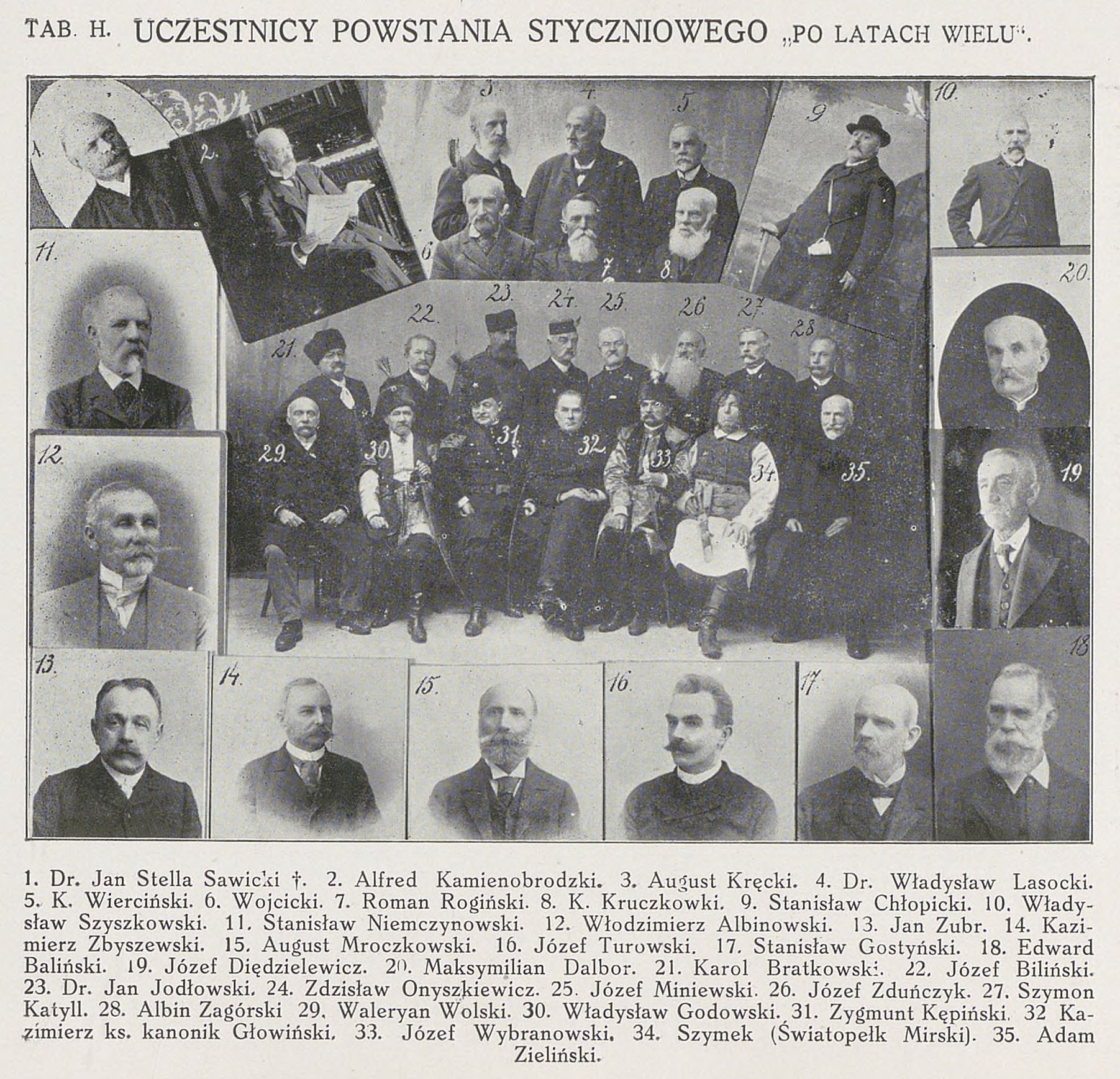
Władysław Szyszkowski, powstaniec styczniowy (wizerunek nr 10)